# Henry Jerome
Henry Jerome (12 de noviembre de 1917 – 23 de marzo de 2011) fue un líder de big band leader, trompetista, arreglista y compositor estadounidense. Fue director de A&R en Decca Records en 1959 y en Coral, subsidiara de Decca, en la década de los 60.

## Carrera
Jerome fue al colegio y al instituto en Norwich. Recibió clases de trompeta en el Juilliard School of Music con Max Schlossberg y composición y orquestación con William Vacchiano.  Jerome formó su primer banda en 1932 en Norwich (Connecticut) cuando tenía 14 años. En el instituto, recibió una oferta de American Export Lines para que su orquesta actuara en un barco que navegaba de Nueva York a Europa. Sin dejar la escuela, Jerome obtuvo el permiso de la Academia Libre de Norwich para aceptar el trabajo. Henry Jerome y su orquesta tocó en clubs, hoteles, salas de fiestas y teatros de todo el paós así como también tocó en programas de radio y televisión en 1940.
EL 28 de febrero de 1948, la banda entró en la lista de bandas que tocaban en el Hotel Edison de Nueva York para llenar una brecha de nueve días entre el cierre de Claudia Carroll y la apertura de Alvy West–Buddy Greco el 26 de marzo. Desde entonces, Henry Jerome y su orquesta tocaron allí de forma regular.
En 1952, ABC Radio Network comenzó el programa Dinner at the Green Room. Según una entrevista de diciembre de 1948 en Billboard, Jerome había perfeccionado el estilo de Hal Kemp, un estilo más suave que se adapta a muchos hoteles.
Por la banda pasaron Alan Greenspan Clyde Reasinger y Joe Harnell.
Jerome fue director de A&R en Coral Records, Decca Records y MCA Records de 1959 a 1968. También fue director de A&R en United Artists Records de 1968 a 1970. En 1971, se convirtió en presidente de Green Menu Music Factory, colaborando con Kim Gannon, Leonard Whitcup, Bobbi Martin, Norman Simon, Angelo Musulino. Fue miembro de ASCAP en 1951. Utilizó dos pseudónimos, Van Grayson y Al Mortimer, para sacar primas por músicos que ponía a sueldo.
A principios de los 60, Henry Jerome y Su Orquesta grabaron once álbumes bajo el nombre de "Brazen Brass", y cuatro de sus singles llegaron al top 10. Jerome pensó la idea y Dick Jacobs hizo los arreglos.

## Premios y distinciones
- Premio Grammy al mejor álbum de teatro musicalː Promises, Promises, 1969[13]
- Hijo Predilecto de Norwich, Connecticut, 1974[1][14]

## Discografía
- Brazen Brass (Decca, 1957) OCLC 14216233
- Brazen Brass Plays Songs Everybody Knows (Decca, 1961) OCLC 13036833
- Brazen Brass Goes Hollywood (Decca, 1961) OCLC 13031099
- Brazen Brass Brings Back the Bands! (Decca, 1961) OCLC 12261131
- Brazen Brass Features Saxes (Decca, 1961) OCLC 15548677
- Brazen Brass Zings the Strings (Decca, 1961) OCLC 13030901
- Brazen Brass Goes Latin (Decca, 1961) OCLC 24624512
- Brazen Brass: New sounds in Folk Music (Decca, 1961) OCLC 761582619 y 657589374
- Brazen Brass: Strings in Dixieland (Decca, 1961) OCLC 657589375 y 761582621
- Brazen Brass: Legends of Lounge (Decca, 1961)
- Cocktail Brazen Brass Brunswick, 1965)